# Тура та пішак проти тури
Тура та пішак проти тури— фундаментально важливий випадок у вивченні ендшпілів, який було дуже глибоко досліджено. Ендшпілі за участі тури та пішаків є найпоширенішими завершеннями шахових партій, що виникають в 10 % випадків завершення ігор.

## Огляд
Тура та пішак проти тури відноситься до турових ендшпілів. Вони найчастіше зустрічаються на практиці, оскільки в середині гри завжди легше розміняти легкі фігури (кінь, слон), а також ферзі. У турових закінченнях є місце стратегії та тактиці, є багато різних можливостей і тонкостей.
Велику увагу приділяв вивченню ендшпілю тура та пішак проти тури французький теоретик Андре Шерон
Тура та пішак проти тури є такі випадки:
- Пішак на 7-й горизонталі
- Пішак на 6-й горизонталі
- Пішак на 5-й горизонталі
- Пішак на 4-й горизонталі
- Пішак на 3-й горизонталі
- Пішак на 2-й горизонталі
- Пішак на крайній вертикалі (a або h)

### Основні прийоми атаки та захисту
Король найбільш ефективно перешкоджає руху пішака, коли розташований на її шляху;
Ця позиція демонструє спробу пасивного захисту: король стопорить пішака, тура захищає короля від нападу з флангу. Але при свому ході білі легко подолають опір: 1. Крg6
|   | a                                                                                  | b                                                                                  | c                                                                                  | d                                                                                  | e                                                                                  | f                                                                                  | g                                                                                  | h                                                                                  |   |
| 8 | b8 чорна тура · f8 чорний король · a7 біла тура · f6 білий пішак · g5 білий король | b8 чорна тура · f8 чорний король · a7 біла тура · f6 білий пішак · g5 білий король | b8 чорна тура · f8 чорний король · a7 біла тура · f6 білий пішак · g5 білий король | b8 чорна тура · f8 чорний король · a7 біла тура · f6 білий пішак · g5 білий король | b8 чорна тура · f8 чорний король · a7 біла тура · f6 білий пішак · g5 білий король | b8 чорна тура · f8 чорний король · a7 біла тура · f6 білий пішак · g5 білий король | b8 чорна тура · f8 чорний король · a7 біла тура · f6 білий пішак · g5 білий король | b8 чорна тура · f8 чорний король · a7 біла тура · f6 білий пішак · g5 білий король | 8 |
| 7 | b8 чорна тура · f8 чорний король · a7 біла тура · f6 білий пішак · g5 білий король | b8 чорна тура · f8 чорний король · a7 біла тура · f6 білий пішак · g5 білий король | b8 чорна тура · f8 чорний король · a7 біла тура · f6 білий пішак · g5 білий король | b8 чорна тура · f8 чорний король · a7 біла тура · f6 білий пішак · g5 білий король | b8 чорна тура · f8 чорний король · a7 біла тура · f6 білий пішак · g5 білий король | b8 чорна тура · f8 чорний король · a7 біла тура · f6 білий пішак · g5 білий король | b8 чорна тура · f8 чорний король · a7 біла тура · f6 білий пішак · g5 білий король | b8 чорна тура · f8 чорний король · a7 біла тура · f6 білий пішак · g5 білий король | 7 |
| 6 | b8 чорна тура · f8 чорний король · a7 біла тура · f6 білий пішак · g5 білий король | b8 чорна тура · f8 чорний король · a7 біла тура · f6 білий пішак · g5 білий король | b8 чорна тура · f8 чорний король · a7 біла тура · f6 білий пішак · g5 білий король | b8 чорна тура · f8 чорний король · a7 біла тура · f6 білий пішак · g5 білий король | b8 чорна тура · f8 чорний король · a7 біла тура · f6 білий пішак · g5 білий король | b8 чорна тура · f8 чорний король · a7 біла тура · f6 білий пішак · g5 білий король | b8 чорна тура · f8 чорний король · a7 біла тура · f6 білий пішак · g5 білий король | b8 чорна тура · f8 чорний король · a7 біла тура · f6 білий пішак · g5 білий король | 6 |
| 5 | b8 чорна тура · f8 чорний король · a7 біла тура · f6 білий пішак · g5 білий король | b8 чорна тура · f8 чорний король · a7 біла тура · f6 білий пішак · g5 білий король | b8 чорна тура · f8 чорний король · a7 біла тура · f6 білий пішак · g5 білий король | b8 чорна тура · f8 чорний король · a7 біла тура · f6 білий пішак · g5 білий король | b8 чорна тура · f8 чорний король · a7 біла тура · f6 білий пішак · g5 білий король | b8 чорна тура · f8 чорний король · a7 біла тура · f6 білий пішак · g5 білий король | b8 чорна тура · f8 чорний король · a7 біла тура · f6 білий пішак · g5 білий король | b8 чорна тура · f8 чорний король · a7 біла тура · f6 білий пішак · g5 білий король | 5 |
| 4 | b8 чорна тура · f8 чорний король · a7 біла тура · f6 білий пішак · g5 білий король | b8 чорна тура · f8 чорний король · a7 біла тура · f6 білий пішак · g5 білий король | b8 чорна тура · f8 чорний король · a7 біла тура · f6 білий пішак · g5 білий король | b8 чорна тура · f8 чорний король · a7 біла тура · f6 білий пішак · g5 білий король | b8 чорна тура · f8 чорний король · a7 біла тура · f6 білий пішак · g5 білий король | b8 чорна тура · f8 чорний король · a7 біла тура · f6 білий пішак · g5 білий король | b8 чорна тура · f8 чорний король · a7 біла тура · f6 білий пішак · g5 білий король | b8 чорна тура · f8 чорний король · a7 біла тура · f6 білий пішак · g5 білий король | 4 |
| 3 | b8 чорна тура · f8 чорний король · a7 біла тура · f6 білий пішак · g5 білий король | b8 чорна тура · f8 чорний король · a7 біла тура · f6 білий пішак · g5 білий король | b8 чорна тура · f8 чорний король · a7 біла тура · f6 білий пішак · g5 білий король | b8 чорна тура · f8 чорний король · a7 біла тура · f6 білий пішак · g5 білий король | b8 чорна тура · f8 чорний король · a7 біла тура · f6 білий пішак · g5 білий король | b8 чорна тура · f8 чорний король · a7 біла тура · f6 білий пішак · g5 білий король | b8 чорна тура · f8 чорний король · a7 біла тура · f6 білий пішак · g5 білий король | b8 чорна тура · f8 чорний король · a7 біла тура · f6 білий пішак · g5 білий король | 3 |
| 2 | b8 чорна тура · f8 чорний король · a7 біла тура · f6 білий пішак · g5 білий король | b8 чорна тура · f8 чорний король · a7 біла тура · f6 білий пішак · g5 білий король | b8 чорна тура · f8 чорний король · a7 біла тура · f6 білий пішак · g5 білий король | b8 чорна тура · f8 чорний король · a7 біла тура · f6 білий пішак · g5 білий король | b8 чорна тура · f8 чорний король · a7 біла тура · f6 білий пішак · g5 білий король | b8 чорна тура · f8 чорний король · a7 біла тура · f6 білий пішак · g5 білий король | b8 чорна тура · f8 чорний король · a7 біла тура · f6 білий пішак · g5 білий король | b8 чорна тура · f8 чорний король · a7 біла тура · f6 білий пішак · g5 білий король | 2 |
| 1 | b8 чорна тура · f8 чорний король · a7 біла тура · f6 білий пішак · g5 білий король | b8 чорна тура · f8 чорний король · a7 біла тура · f6 білий пішак · g5 білий король | b8 чорна тура · f8 чорний король · a7 біла тура · f6 білий пішак · g5 білий король | b8 чорна тура · f8 чорний король · a7 біла тура · f6 білий пішак · g5 білий король | b8 чорна тура · f8 чорний король · a7 біла тура · f6 білий пішак · g5 білий король | b8 чорна тура · f8 чорний король · a7 біла тура · f6 білий пішак · g5 білий король | b8 чорна тура · f8 чорний король · a7 біла тура · f6 білий пішак · g5 білий король | b8 чорна тура · f8 чорний король · a7 біла тура · f6 білий пішак · g5 білий король | 1 |
|   | a                                                                                  | b                                                                                  | c                                                                                  | d                                                                                  | e                                                                                  | f                                                                                  | g                                                                                  | h                                                                                  |   |

Хід чорних - нічия
Зверніть увагу на взаємини короля і пішака білих: король підтримує пішака, а пішак у свою чергу, прикриває короля від нападу турою з флангу. Тура чорних не може залишити 8-му горизонталь, щоб атакувати короля з тилу, тому чорним доводиться вичікувати.

### І. … Td8 2. Th7 Кpg8 3. f7+ Крf8 4. Th8 Кре7 5. T: d8 з виграшем
Якби пішак стояв би на вертикалі g, то виграшний маневр білих був би неможливий і гра закінчилася б в нічию.
Змінюється оцінка і при ході чорних. Їм потрібно насамперед нейтралізувати загрозу ходу короля на g6. На цьому полі король захищений від атаки тури з флангу, але відкритий з тилу. Правильною відповіддю буде негайне перекидання тури в тил противника: 1. . .Тb1
До нічиєї ведуть ходи тури від b1 до b4, але, як правило, в турових закінченнях туру слід розташовувати від короля супротивника чим далі.
Тепер уже білим нема чого зробити: йти королем на g6 безглуздо. Тура почне шахувати з тилу. І щоб захиститися від шахів, королю доведеться спуститися на 2-й ряд, що, звичайно, шансів не додасть. А спроба закритися турою від шахів призведе до нічийного пішакового ендшпілю.
Основне правило захисту полягає в тому, що король розташовується перед пішаком, а тура заважає королю противника просунутися вперед.  Потім, якщо пішак виходить вперед короля супротивника, тура починає негайно атакувати його з тилу.
Цей метод захисту, винайшов у XVIII столітті французький шахіст Філідор.
При другій системі захисту, по Карштедту, король знаходиться збоку але обов'язково є атака турою то з флангу, то з тилу, щоб не дозволити пішаку пересунутися вперед.

## Пішак на 7-й горизонталі (Н. Григор'єв, 1937)
|   | a                                                                                  | b                                                                                  | c                                                                                  | d                                                                                  | e                                                                                  | f                                                                                  | g                                                                                  | h                                                                                  |   |
| 8 | e8 білий король · e7 білий пішак · g7 чорний король · a2 чорна тура · f1 біла тура | e8 білий король · e7 білий пішак · g7 чорний король · a2 чорна тура · f1 біла тура | e8 білий король · e7 білий пішак · g7 чорний король · a2 чорна тура · f1 біла тура | e8 білий король · e7 білий пішак · g7 чорний король · a2 чорна тура · f1 біла тура | e8 білий король · e7 білий пішак · g7 чорний король · a2 чорна тура · f1 біла тура | e8 білий король · e7 білий пішак · g7 чорний король · a2 чорна тура · f1 біла тура | e8 білий король · e7 білий пішак · g7 чорний король · a2 чорна тура · f1 біла тура | e8 білий король · e7 білий пішак · g7 чорний король · a2 чорна тура · f1 біла тура | 8 |
| 7 | e8 білий король · e7 білий пішак · g7 чорний король · a2 чорна тура · f1 біла тура | e8 білий король · e7 білий пішак · g7 чорний король · a2 чорна тура · f1 біла тура | e8 білий король · e7 білий пішак · g7 чорний король · a2 чорна тура · f1 біла тура | e8 білий король · e7 білий пішак · g7 чорний король · a2 чорна тура · f1 біла тура | e8 білий король · e7 білий пішак · g7 чорний король · a2 чорна тура · f1 біла тура | e8 білий король · e7 білий пішак · g7 чорний король · a2 чорна тура · f1 біла тура | e8 білий король · e7 білий пішак · g7 чорний король · a2 чорна тура · f1 біла тура | e8 білий король · e7 білий пішак · g7 чорний король · a2 чорна тура · f1 біла тура | 7 |
| 6 | e8 білий король · e7 білий пішак · g7 чорний король · a2 чорна тура · f1 біла тура | e8 білий король · e7 білий пішак · g7 чорний король · a2 чорна тура · f1 біла тура | e8 білий король · e7 білий пішак · g7 чорний король · a2 чорна тура · f1 біла тура | e8 білий король · e7 білий пішак · g7 чорний король · a2 чорна тура · f1 біла тура | e8 білий король · e7 білий пішак · g7 чорний король · a2 чорна тура · f1 біла тура | e8 білий король · e7 білий пішак · g7 чорний король · a2 чорна тура · f1 біла тура | e8 білий король · e7 білий пішак · g7 чорний король · a2 чорна тура · f1 біла тура | e8 білий король · e7 білий пішак · g7 чорний король · a2 чорна тура · f1 біла тура | 6 |
| 5 | e8 білий король · e7 білий пішак · g7 чорний король · a2 чорна тура · f1 біла тура | e8 білий король · e7 білий пішак · g7 чорний король · a2 чорна тура · f1 біла тура | e8 білий король · e7 білий пішак · g7 чорний король · a2 чорна тура · f1 біла тура | e8 білий король · e7 білий пішак · g7 чорний король · a2 чорна тура · f1 біла тура | e8 білий король · e7 білий пішак · g7 чорний король · a2 чорна тура · f1 біла тура | e8 білий король · e7 білий пішак · g7 чорний король · a2 чорна тура · f1 біла тура | e8 білий король · e7 білий пішак · g7 чорний король · a2 чорна тура · f1 біла тура | e8 білий король · e7 білий пішак · g7 чорний король · a2 чорна тура · f1 біла тура | 5 |
| 4 | e8 білий король · e7 білий пішак · g7 чорний король · a2 чорна тура · f1 біла тура | e8 білий король · e7 білий пішак · g7 чорний король · a2 чорна тура · f1 біла тура | e8 білий король · e7 білий пішак · g7 чорний король · a2 чорна тура · f1 біла тура | e8 білий король · e7 білий пішак · g7 чорний король · a2 чорна тура · f1 біла тура | e8 білий король · e7 білий пішак · g7 чорний король · a2 чорна тура · f1 біла тура | e8 білий король · e7 білий пішак · g7 чорний король · a2 чорна тура · f1 біла тура | e8 білий король · e7 білий пішак · g7 чорний король · a2 чорна тура · f1 біла тура | e8 білий король · e7 білий пішак · g7 чорний король · a2 чорна тура · f1 біла тура | 4 |
| 3 | e8 білий король · e7 білий пішак · g7 чорний король · a2 чорна тура · f1 біла тура | e8 білий король · e7 білий пішак · g7 чорний король · a2 чорна тура · f1 біла тура | e8 білий король · e7 білий пішак · g7 чорний король · a2 чорна тура · f1 біла тура | e8 білий король · e7 білий пішак · g7 чорний король · a2 чорна тура · f1 біла тура | e8 білий король · e7 білий пішак · g7 чорний король · a2 чорна тура · f1 біла тура | e8 білий король · e7 білий пішак · g7 чорний король · a2 чорна тура · f1 біла тура | e8 білий король · e7 білий пішак · g7 чорний король · a2 чорна тура · f1 біла тура | e8 білий король · e7 білий пішак · g7 чорний король · a2 чорна тура · f1 біла тура | 3 |
| 2 | e8 білий король · e7 білий пішак · g7 чорний король · a2 чорна тура · f1 біла тура | e8 білий король · e7 білий пішак · g7 чорний король · a2 чорна тура · f1 біла тура | e8 білий король · e7 білий пішак · g7 чорний король · a2 чорна тура · f1 біла тура | e8 білий король · e7 білий пішак · g7 чорний король · a2 чорна тура · f1 біла тура | e8 білий король · e7 білий пішак · g7 чорний король · a2 чорна тура · f1 біла тура | e8 білий король · e7 білий пішак · g7 чорний король · a2 чорна тура · f1 біла тура | e8 білий король · e7 білий пішак · g7 чорний король · a2 чорна тура · f1 біла тура | e8 білий король · e7 білий пішак · g7 чорний король · a2 чорна тура · f1 біла тура | 2 |
| 1 | e8 білий король · e7 білий пішак · g7 чорний король · a2 чорна тура · f1 біла тура | e8 білий король · e7 білий пішак · g7 чорний король · a2 чорна тура · f1 біла тура | e8 білий король · e7 білий пішак · g7 чорний король · a2 чорна тура · f1 біла тура | e8 білий король · e7 білий пішак · g7 чорний король · a2 чорна тура · f1 біла тура | e8 білий король · e7 білий пішак · g7 чорний король · a2 чорна тура · f1 біла тура | e8 білий король · e7 білий пішак · g7 чорний король · a2 чорна тура · f1 біла тура | e8 білий король · e7 білий пішак · g7 чорний король · a2 чорна тура · f1 біла тура | e8 білий король · e7 білий пішак · g7 чорний король · a2 чорна тура · f1 біла тура | 1 |
|   | a                                                                                  | b                                                                                  | c                                                                                  | d                                                                                  | e                                                                                  | f                                                                                  | g                                                                                  | h                                                                                  |   |

1… Ta8+
2. Kpd7 Ta7+
3. Kpd6 Ta6+
4. Kpd5 Ta5+
6. Kpb7 Te6.
На інші відходи короля — нові шахи. На цій діаграмі видно, що тура білих не могла захистити свого короля від нападу збоку. Але якщо би тура знаходилася на полі d1 (Тd1), то після
1… Ta8+
2. Kpd7 Ta7+
3. Kpe6 Ta6+
4. Td6 Ta8
5. Td8 пішак би проходив у ферзi.

## Пішак на 6-й горизонталі (Н. Григор'єв, 1937)
|   | a                                                                                  | b                                                                                  | c                                                                                  | d                                                                                  | e                                                                                  | f                                                                                  | g                                                                                  | h                                                                                  |   |
| 8 | e7 білий король · g7 чорний король · e6 білий пішак · b2 чорна тура · a1 біла тура | e7 білий король · g7 чорний король · e6 білий пішак · b2 чорна тура · a1 біла тура | e7 білий король · g7 чорний король · e6 білий пішак · b2 чорна тура · a1 біла тура | e7 білий король · g7 чорний король · e6 білий пішак · b2 чорна тура · a1 біла тура | e7 білий король · g7 чорний король · e6 білий пішак · b2 чорна тура · a1 біла тура | e7 білий король · g7 чорний король · e6 білий пішак · b2 чорна тура · a1 біла тура | e7 білий король · g7 чорний король · e6 білий пішак · b2 чорна тура · a1 біла тура | e7 білий король · g7 чорний король · e6 білий пішак · b2 чорна тура · a1 біла тура | 8 |
| 7 | e7 білий король · g7 чорний король · e6 білий пішак · b2 чорна тура · a1 біла тура | e7 білий король · g7 чорний король · e6 білий пішак · b2 чорна тура · a1 біла тура | e7 білий король · g7 чорний король · e6 білий пішак · b2 чорна тура · a1 біла тура | e7 білий король · g7 чорний король · e6 білий пішак · b2 чорна тура · a1 біла тура | e7 білий король · g7 чорний король · e6 білий пішак · b2 чорна тура · a1 біла тура | e7 білий король · g7 чорний король · e6 білий пішак · b2 чорна тура · a1 біла тура | e7 білий король · g7 чорний король · e6 білий пішак · b2 чорна тура · a1 біла тура | e7 білий король · g7 чорний король · e6 білий пішак · b2 чорна тура · a1 біла тура | 7 |
| 6 | e7 білий король · g7 чорний король · e6 білий пішак · b2 чорна тура · a1 біла тура | e7 білий король · g7 чорний король · e6 білий пішак · b2 чорна тура · a1 біла тура | e7 білий король · g7 чорний король · e6 білий пішак · b2 чорна тура · a1 біла тура | e7 білий король · g7 чорний король · e6 білий пішак · b2 чорна тура · a1 біла тура | e7 білий король · g7 чорний король · e6 білий пішак · b2 чорна тура · a1 біла тура | e7 білий король · g7 чорний король · e6 білий пішак · b2 чорна тура · a1 біла тура | e7 білий король · g7 чорний король · e6 білий пішак · b2 чорна тура · a1 біла тура | e7 білий король · g7 чорний король · e6 білий пішак · b2 чорна тура · a1 біла тура | 6 |
| 5 | e7 білий король · g7 чорний король · e6 білий пішак · b2 чорна тура · a1 біла тура | e7 білий король · g7 чорний король · e6 білий пішак · b2 чорна тура · a1 біла тура | e7 білий король · g7 чорний король · e6 білий пішак · b2 чорна тура · a1 біла тура | e7 білий король · g7 чорний король · e6 білий пішак · b2 чорна тура · a1 біла тура | e7 білий король · g7 чорний король · e6 білий пішак · b2 чорна тура · a1 біла тура | e7 білий король · g7 чорний король · e6 білий пішак · b2 чорна тура · a1 біла тура | e7 білий король · g7 чорний король · e6 білий пішак · b2 чорна тура · a1 біла тура | e7 білий король · g7 чорний король · e6 білий пішак · b2 чорна тура · a1 біла тура | 5 |
| 4 | e7 білий король · g7 чорний король · e6 білий пішак · b2 чорна тура · a1 біла тура | e7 білий король · g7 чорний король · e6 білий пішак · b2 чорна тура · a1 біла тура | e7 білий король · g7 чорний король · e6 білий пішак · b2 чорна тура · a1 біла тура | e7 білий король · g7 чорний король · e6 білий пішак · b2 чорна тура · a1 біла тура | e7 білий король · g7 чорний король · e6 білий пішак · b2 чорна тура · a1 біла тура | e7 білий король · g7 чорний король · e6 білий пішак · b2 чорна тура · a1 біла тура | e7 білий король · g7 чорний король · e6 білий пішак · b2 чорна тура · a1 біла тура | e7 білий король · g7 чорний король · e6 білий пішак · b2 чорна тура · a1 біла тура | 4 |
| 3 | e7 білий король · g7 чорний король · e6 білий пішак · b2 чорна тура · a1 біла тура | e7 білий король · g7 чорний король · e6 білий пішак · b2 чорна тура · a1 біла тура | e7 білий король · g7 чорний король · e6 білий пішак · b2 чорна тура · a1 біла тура | e7 білий король · g7 чорний король · e6 білий пішак · b2 чорна тура · a1 біла тура | e7 білий король · g7 чорний король · e6 білий пішак · b2 чорна тура · a1 біла тура | e7 білий король · g7 чорний король · e6 білий пішак · b2 чорна тура · a1 біла тура | e7 білий король · g7 чорний король · e6 білий пішак · b2 чорна тура · a1 біла тура | e7 білий король · g7 чорний король · e6 білий пішак · b2 чорна тура · a1 біла тура | 3 |
| 2 | e7 білий король · g7 чорний король · e6 білий пішак · b2 чорна тура · a1 біла тура | e7 білий король · g7 чорний король · e6 білий пішак · b2 чорна тура · a1 біла тура | e7 білий король · g7 чорний король · e6 білий пішак · b2 чорна тура · a1 біла тура | e7 білий король · g7 чорний король · e6 білий пішак · b2 чорна тура · a1 біла тура | e7 білий король · g7 чорний король · e6 білий пішак · b2 чорна тура · a1 біла тура | e7 білий король · g7 чорний король · e6 білий пішак · b2 чорна тура · a1 біла тура | e7 білий король · g7 чорний король · e6 білий пішак · b2 чорна тура · a1 біла тура | e7 білий король · g7 чорний король · e6 білий пішак · b2 чорна тура · a1 біла тура | 2 |
| 1 | e7 білий король · g7 чорний король · e6 білий пішак · b2 чорна тура · a1 біла тура | e7 білий король · g7 чорний король · e6 білий пішак · b2 чорна тура · a1 біла тура | e7 білий король · g7 чорний король · e6 білий пішак · b2 чорна тура · a1 біла тура | e7 білий король · g7 чорний король · e6 білий пішак · b2 чорна тура · a1 біла тура | e7 білий король · g7 чорний король · e6 білий пішак · b2 чорна тура · a1 біла тура | e7 білий король · g7 чорний король · e6 білий пішак · b2 чорна тура · a1 біла тура | e7 білий король · g7 чорний король · e6 білий пішак · b2 чорна тура · a1 біла тура | e7 білий король · g7 чорний король · e6 білий пішак · b2 чорна тура · a1 біла тура | 1 |
|   | a                                                                                  | b                                                                                  | c                                                                                  | d                                                                                  | e                                                                                  | f                                                                                  | g                                                                                  | h                                                                                  |   |

Якщо пішак знаходиться на 6 горизонталі, то шанси на захист збільшуються.
1… Tb7+
2. Kpd6 Tb6+
3. Kpd7 Tb7+
4. Kpd8 Чорні шахами хочуть відтіснити короля від пішака
4… Tb8+!
5. Kpc7 Tb2!
6.T f1 Ta2!
7. e7 Ta7 з нічиєю.
Правило: При пішаку на 6-й горизонталі слабша сторона досягає нічиєї атакою з фланга, якщо король знаходиться на короткій стороні, а тура віддалена не менше чим на 3 вертикалі від пішака на довгій стороні. У всіх інших випадках, якщо тільки фігури сильнішої сторони розміщені краще, захист безнадійний.

## Пішак на 5-й горизонталі (Н. Копаєв, 1955)
|   | a                                                                                  | b                                                                                  | c                                                                                  | d                                                                                  | e                                                                                  | f                                                                                  | g                                                                                  | h                                                                                  |   |
| 8 | d8 чорний король · a7 біла тура · c5 білий король · d5 білий пішак · e5 чорна тура | d8 чорний король · a7 біла тура · c5 білий король · d5 білий пішак · e5 чорна тура | d8 чорний король · a7 біла тура · c5 білий король · d5 білий пішак · e5 чорна тура | d8 чорний король · a7 біла тура · c5 білий король · d5 білий пішак · e5 чорна тура | d8 чорний король · a7 біла тура · c5 білий король · d5 білий пішак · e5 чорна тура | d8 чорний король · a7 біла тура · c5 білий король · d5 білий пішак · e5 чорна тура | d8 чорний король · a7 біла тура · c5 білий король · d5 білий пішак · e5 чорна тура | d8 чорний король · a7 біла тура · c5 білий король · d5 білий пішак · e5 чорна тура | 8 |
| 7 | d8 чорний король · a7 біла тура · c5 білий король · d5 білий пішак · e5 чорна тура | d8 чорний король · a7 біла тура · c5 білий король · d5 білий пішак · e5 чорна тура | d8 чорний король · a7 біла тура · c5 білий король · d5 білий пішак · e5 чорна тура | d8 чорний король · a7 біла тура · c5 білий король · d5 білий пішак · e5 чорна тура | d8 чорний король · a7 біла тура · c5 білий король · d5 білий пішак · e5 чорна тура | d8 чорний король · a7 біла тура · c5 білий король · d5 білий пішак · e5 чорна тура | d8 чорний король · a7 біла тура · c5 білий король · d5 білий пішак · e5 чорна тура | d8 чорний король · a7 біла тура · c5 білий король · d5 білий пішак · e5 чорна тура | 7 |
| 6 | d8 чорний король · a7 біла тура · c5 білий король · d5 білий пішак · e5 чорна тура | d8 чорний король · a7 біла тура · c5 білий король · d5 білий пішак · e5 чорна тура | d8 чорний король · a7 біла тура · c5 білий король · d5 білий пішак · e5 чорна тура | d8 чорний король · a7 біла тура · c5 білий король · d5 білий пішак · e5 чорна тура | d8 чорний король · a7 біла тура · c5 білий король · d5 білий пішак · e5 чорна тура | d8 чорний король · a7 біла тура · c5 білий король · d5 білий пішак · e5 чорна тура | d8 чорний король · a7 біла тура · c5 білий король · d5 білий пішак · e5 чорна тура | d8 чорний король · a7 біла тура · c5 білий король · d5 білий пішак · e5 чорна тура | 6 |
| 5 | d8 чорний король · a7 біла тура · c5 білий король · d5 білий пішак · e5 чорна тура | d8 чорний король · a7 біла тура · c5 білий король · d5 білий пішак · e5 чорна тура | d8 чорний король · a7 біла тура · c5 білий король · d5 білий пішак · e5 чорна тура | d8 чорний король · a7 біла тура · c5 білий король · d5 білий пішак · e5 чорна тура | d8 чорний король · a7 біла тура · c5 білий король · d5 білий пішак · e5 чорна тура | d8 чорний король · a7 біла тура · c5 білий король · d5 білий пішак · e5 чорна тура | d8 чорний король · a7 біла тура · c5 білий король · d5 білий пішак · e5 чорна тура | d8 чорний король · a7 біла тура · c5 білий король · d5 білий пішак · e5 чорна тура | 5 |
| 4 | d8 чорний король · a7 біла тура · c5 білий король · d5 білий пішак · e5 чорна тура | d8 чорний король · a7 біла тура · c5 білий король · d5 білий пішак · e5 чорна тура | d8 чорний король · a7 біла тура · c5 білий король · d5 білий пішак · e5 чорна тура | d8 чорний король · a7 біла тура · c5 білий король · d5 білий пішак · e5 чорна тура | d8 чорний король · a7 біла тура · c5 білий король · d5 білий пішак · e5 чорна тура | d8 чорний король · a7 біла тура · c5 білий король · d5 білий пішак · e5 чорна тура | d8 чорний король · a7 біла тура · c5 білий король · d5 білий пішак · e5 чорна тура | d8 чорний король · a7 біла тура · c5 білий король · d5 білий пішак · e5 чорна тура | 4 |
| 3 | d8 чорний король · a7 біла тура · c5 білий король · d5 білий пішак · e5 чорна тура | d8 чорний король · a7 біла тура · c5 білий король · d5 білий пішак · e5 чорна тура | d8 чорний король · a7 біла тура · c5 білий король · d5 білий пішак · e5 чорна тура | d8 чорний король · a7 біла тура · c5 білий король · d5 білий пішак · e5 чорна тура | d8 чорний король · a7 біла тура · c5 білий король · d5 білий пішак · e5 чорна тура | d8 чорний король · a7 біла тура · c5 білий король · d5 білий пішак · e5 чорна тура | d8 чорний король · a7 біла тура · c5 білий король · d5 білий пішак · e5 чорна тура | d8 чорний король · a7 біла тура · c5 білий король · d5 білий пішак · e5 чорна тура | 3 |
| 2 | d8 чорний король · a7 біла тура · c5 білий король · d5 білий пішак · e5 чорна тура | d8 чорний король · a7 біла тура · c5 білий король · d5 білий пішак · e5 чорна тура | d8 чорний король · a7 біла тура · c5 білий король · d5 білий пішак · e5 чорна тура | d8 чорний король · a7 біла тура · c5 білий король · d5 білий пішак · e5 чорна тура | d8 чорний король · a7 біла тура · c5 білий король · d5 білий пішак · e5 чорна тура | d8 чорний король · a7 біла тура · c5 білий король · d5 білий пішак · e5 чорна тура | d8 чорний король · a7 біла тура · c5 білий король · d5 білий пішак · e5 чорна тура | d8 чорний король · a7 біла тура · c5 білий король · d5 білий пішак · e5 чорна тура | 2 |
| 1 | d8 чорний король · a7 біла тура · c5 білий король · d5 білий пішак · e5 чорна тура | d8 чорний король · a7 біла тура · c5 білий король · d5 білий пішак · e5 чорна тура | d8 чорний король · a7 біла тура · c5 білий король · d5 білий пішак · e5 чорна тура | d8 чорний король · a7 біла тура · c5 білий король · d5 білий пішак · e5 чорна тура | d8 чорний король · a7 біла тура · c5 білий король · d5 білий пішак · e5 чорна тура | d8 чорний король · a7 біла тура · c5 білий король · d5 білий пішак · e5 чорна тура | d8 чорний король · a7 біла тура · c5 білий король · d5 білий пішак · e5 чорна тура | d8 чорний король · a7 біла тура · c5 білий король · d5 білий пішак · e5 чорна тура | 1 |
|   | a                                                                                  | b                                                                                  | c                                                                                  | d                                                                                  | e                                                                                  | f                                                                                  | g                                                                                  | h                                                                                  |   |

1… Te1
2. Kpd6! (2.Kpc6 Td1)
2… Kpc8
3. Tc7+! (Якщо 3.Ta8 Kpb7 4.Th8 Td1! 5.Kpe6 Kpc7 чорні рятувалися)
3… Kpb8 (Якщо 3…Kpd8 to 4.Th7 Kpc8 5.Th8+ Kpb7 6. Kpd7 Tg1 7. d6 і білі виграють)
4. Te7! Td1
5. Kpc6 Tc1+
6. Kpd7 Th1
Коли король слабшої сторони відрізаний від поля перетворення, результат залежить від того, де він розміщений: якщо на короткій стороні - нічия, якщо на довгій— програш.

## Пішак на 4-й горизонталі
|   | a                                                                                  | b                                                                                  | c                                                                                  | d                                                                                  | e                                                                                  | f                                                                                  | g                                                                                  | h                                                                                  |   |
| 8 | d8 чорна тура · f7 чорний король · d4 білий пішак · d3 білий король · e1 біла тура | d8 чорна тура · f7 чорний король · d4 білий пішак · d3 білий король · e1 біла тура | d8 чорна тура · f7 чорний король · d4 білий пішак · d3 білий король · e1 біла тура | d8 чорна тура · f7 чорний король · d4 білий пішак · d3 білий король · e1 біла тура | d8 чорна тура · f7 чорний король · d4 білий пішак · d3 білий король · e1 біла тура | d8 чорна тура · f7 чорний король · d4 білий пішак · d3 білий король · e1 біла тура | d8 чорна тура · f7 чорний король · d4 білий пішак · d3 білий король · e1 біла тура | d8 чорна тура · f7 чорний король · d4 білий пішак · d3 білий король · e1 біла тура | 8 |
| 7 | d8 чорна тура · f7 чорний король · d4 білий пішак · d3 білий король · e1 біла тура | d8 чорна тура · f7 чорний король · d4 білий пішак · d3 білий король · e1 біла тура | d8 чорна тура · f7 чорний король · d4 білий пішак · d3 білий король · e1 біла тура | d8 чорна тура · f7 чорний король · d4 білий пішак · d3 білий король · e1 біла тура | d8 чорна тура · f7 чорний король · d4 білий пішак · d3 білий король · e1 біла тура | d8 чорна тура · f7 чорний король · d4 білий пішак · d3 білий король · e1 біла тура | d8 чорна тура · f7 чорний король · d4 білий пішак · d3 білий король · e1 біла тура | d8 чорна тура · f7 чорний король · d4 білий пішак · d3 білий король · e1 біла тура | 7 |
| 6 | d8 чорна тура · f7 чорний король · d4 білий пішак · d3 білий король · e1 біла тура | d8 чорна тура · f7 чорний король · d4 білий пішак · d3 білий король · e1 біла тура | d8 чорна тура · f7 чорний король · d4 білий пішак · d3 білий король · e1 біла тура | d8 чорна тура · f7 чорний король · d4 білий пішак · d3 білий король · e1 біла тура | d8 чорна тура · f7 чорний король · d4 білий пішак · d3 білий король · e1 біла тура | d8 чорна тура · f7 чорний король · d4 білий пішак · d3 білий король · e1 біла тура | d8 чорна тура · f7 чорний король · d4 білий пішак · d3 білий король · e1 біла тура | d8 чорна тура · f7 чорний король · d4 білий пішак · d3 білий король · e1 біла тура | 6 |
| 5 | d8 чорна тура · f7 чорний король · d4 білий пішак · d3 білий король · e1 біла тура | d8 чорна тура · f7 чорний король · d4 білий пішак · d3 білий король · e1 біла тура | d8 чорна тура · f7 чорний король · d4 білий пішак · d3 білий король · e1 біла тура | d8 чорна тура · f7 чорний король · d4 білий пішак · d3 білий король · e1 біла тура | d8 чорна тура · f7 чорний король · d4 білий пішак · d3 білий король · e1 біла тура | d8 чорна тура · f7 чорний король · d4 білий пішак · d3 білий король · e1 біла тура | d8 чорна тура · f7 чорний король · d4 білий пішак · d3 білий король · e1 біла тура | d8 чорна тура · f7 чорний король · d4 білий пішак · d3 білий король · e1 біла тура | 5 |
| 4 | d8 чорна тура · f7 чорний король · d4 білий пішак · d3 білий король · e1 біла тура | d8 чорна тура · f7 чорний король · d4 білий пішак · d3 білий король · e1 біла тура | d8 чорна тура · f7 чорний король · d4 білий пішак · d3 білий король · e1 біла тура | d8 чорна тура · f7 чорний король · d4 білий пішак · d3 білий король · e1 біла тура | d8 чорна тура · f7 чорний король · d4 білий пішак · d3 білий король · e1 біла тура | d8 чорна тура · f7 чорний король · d4 білий пішак · d3 білий король · e1 біла тура | d8 чорна тура · f7 чорний король · d4 білий пішак · d3 білий король · e1 біла тура | d8 чорна тура · f7 чорний король · d4 білий пішак · d3 білий король · e1 біла тура | 4 |
| 3 | d8 чорна тура · f7 чорний король · d4 білий пішак · d3 білий король · e1 біла тура | d8 чорна тура · f7 чорний король · d4 білий пішак · d3 білий король · e1 біла тура | d8 чорна тура · f7 чорний король · d4 білий пішак · d3 білий король · e1 біла тура | d8 чорна тура · f7 чорний король · d4 білий пішак · d3 білий король · e1 біла тура | d8 чорна тура · f7 чорний король · d4 білий пішак · d3 білий король · e1 біла тура | d8 чорна тура · f7 чорний король · d4 білий пішак · d3 білий король · e1 біла тура | d8 чорна тура · f7 чорний король · d4 білий пішак · d3 білий король · e1 біла тура | d8 чорна тура · f7 чорний король · d4 білий пішак · d3 білий король · e1 біла тура | 3 |
| 2 | d8 чорна тура · f7 чорний король · d4 білий пішак · d3 білий король · e1 біла тура | d8 чорна тура · f7 чорний король · d4 білий пішак · d3 білий король · e1 біла тура | d8 чорна тура · f7 чорний король · d4 білий пішак · d3 білий король · e1 біла тура | d8 чорна тура · f7 чорний король · d4 білий пішак · d3 білий король · e1 біла тура | d8 чорна тура · f7 чорний король · d4 білий пішак · d3 білий король · e1 біла тура | d8 чорна тура · f7 чорний король · d4 білий пішак · d3 білий король · e1 біла тура | d8 чорна тура · f7 чорний король · d4 білий пішак · d3 білий король · e1 біла тура | d8 чорна тура · f7 чорний король · d4 білий пішак · d3 білий король · e1 біла тура | 2 |
| 1 | d8 чорна тура · f7 чорний король · d4 білий пішак · d3 білий король · e1 біла тура | d8 чорна тура · f7 чорний король · d4 білий пішак · d3 білий король · e1 біла тура | d8 чорна тура · f7 чорний король · d4 білий пішак · d3 білий король · e1 біла тура | d8 чорна тура · f7 чорний король · d4 білий пішак · d3 білий король · e1 біла тура | d8 чорна тура · f7 чорний король · d4 білий пішак · d3 білий король · e1 біла тура | d8 чорна тура · f7 чорний король · d4 білий пішак · d3 білий король · e1 біла тура | d8 чорна тура · f7 чорний король · d4 білий пішак · d3 білий король · e1 біла тура | d8 чорна тура · f7 чорний король · d4 білий пішак · d3 білий король · e1 біла тура | 1 |
|   | a                                                                                  | b                                                                                  | c                                                                                  | d                                                                                  | e                                                                                  | f                                                                                  | g                                                                                  | h                                                                                  |   |

Хід чорних - нічия
Атака пішака з фронту буде набагато ефективніша, якщо пішак ще не перейшов демаркаційну лінію.
Якщо король слабшої сторони знаходиться у 5-му і 6-му ряду, то нічийний результат не залежить від черги ходів.
Горизонталі 7-а і 4-а називаються відносно безпечними рядами, так як тут результат залежить від черги хода. (див. діаграму)
1. Kpc4 Tc8+
2. Kpb5 Td8
3. Kpc5 Tc8+
4. Kpb6 Td8
5. Te4! Білі отримали можливість захистити пішака турою, а чорний король не встигає його атакувати.
5. … Kpf6
6. Kpc7 Td5 (6. … Kpf5 7. Te5+)
7. Kpc6 Td8
8. d5 з виграшем
При свому ході чорні досягають нічиєї шляхом 1… Те8 або 1…Крf6 переходячи у безпечний ряд.

## Пішак на 3-й горизонталі (Н. Копаєв, 1958)
|   | a                                                                                  | b                                                                                  | c                                                                                  | d                                                                                  | e                                                                                  | f                                                                                  | g                                                                                  | h                                                                                  |   |
| 8 | d8 чорна тура · g5 чорний король · d3 білий пішак · d2 білий король · f1 біла тура | d8 чорна тура · g5 чорний король · d3 білий пішак · d2 білий король · f1 біла тура | d8 чорна тура · g5 чорний король · d3 білий пішак · d2 білий король · f1 біла тура | d8 чорна тура · g5 чорний король · d3 білий пішак · d2 білий король · f1 біла тура | d8 чорна тура · g5 чорний король · d3 білий пішак · d2 білий король · f1 біла тура | d8 чорна тура · g5 чорний король · d3 білий пішак · d2 білий король · f1 біла тура | d8 чорна тура · g5 чорний король · d3 білий пішак · d2 білий король · f1 біла тура | d8 чорна тура · g5 чорний король · d3 білий пішак · d2 білий король · f1 біла тура | 8 |
| 7 | d8 чорна тура · g5 чорний король · d3 білий пішак · d2 білий король · f1 біла тура | d8 чорна тура · g5 чорний король · d3 білий пішак · d2 білий король · f1 біла тура | d8 чорна тура · g5 чорний король · d3 білий пішак · d2 білий король · f1 біла тура | d8 чорна тура · g5 чорний король · d3 білий пішак · d2 білий король · f1 біла тура | d8 чорна тура · g5 чорний король · d3 білий пішак · d2 білий король · f1 біла тура | d8 чорна тура · g5 чорний король · d3 білий пішак · d2 білий король · f1 біла тура | d8 чорна тура · g5 чорний король · d3 білий пішак · d2 білий король · f1 біла тура | d8 чорна тура · g5 чорний король · d3 білий пішак · d2 білий король · f1 біла тура | 7 |
| 6 | d8 чорна тура · g5 чорний король · d3 білий пішак · d2 білий король · f1 біла тура | d8 чорна тура · g5 чорний король · d3 білий пішак · d2 білий король · f1 біла тура | d8 чорна тура · g5 чорний король · d3 білий пішак · d2 білий король · f1 біла тура | d8 чорна тура · g5 чорний король · d3 білий пішак · d2 білий король · f1 біла тура | d8 чорна тура · g5 чорний король · d3 білий пішак · d2 білий король · f1 біла тура | d8 чорна тура · g5 чорний король · d3 білий пішак · d2 білий король · f1 біла тура | d8 чорна тура · g5 чорний король · d3 білий пішак · d2 білий король · f1 біла тура | d8 чорна тура · g5 чорний король · d3 білий пішак · d2 білий король · f1 біла тура | 6 |
| 5 | d8 чорна тура · g5 чорний король · d3 білий пішак · d2 білий король · f1 біла тура | d8 чорна тура · g5 чорний король · d3 білий пішак · d2 білий король · f1 біла тура | d8 чорна тура · g5 чорний король · d3 білий пішак · d2 білий король · f1 біла тура | d8 чорна тура · g5 чорний король · d3 білий пішак · d2 білий король · f1 біла тура | d8 чорна тура · g5 чорний король · d3 білий пішак · d2 білий король · f1 біла тура | d8 чорна тура · g5 чорний король · d3 білий пішак · d2 білий король · f1 біла тура | d8 чорна тура · g5 чорний король · d3 білий пішак · d2 білий король · f1 біла тура | d8 чорна тура · g5 чорний король · d3 білий пішак · d2 білий король · f1 біла тура | 5 |
| 4 | d8 чорна тура · g5 чорний король · d3 білий пішак · d2 білий король · f1 біла тура | d8 чорна тура · g5 чорний король · d3 білий пішак · d2 білий король · f1 біла тура | d8 чорна тура · g5 чорний король · d3 білий пішак · d2 білий король · f1 біла тура | d8 чорна тура · g5 чорний король · d3 білий пішак · d2 білий король · f1 біла тура | d8 чорна тура · g5 чорний король · d3 білий пішак · d2 білий король · f1 біла тура | d8 чорна тура · g5 чорний король · d3 білий пішак · d2 білий король · f1 біла тура | d8 чорна тура · g5 чорний король · d3 білий пішак · d2 білий король · f1 біла тура | d8 чорна тура · g5 чорний король · d3 білий пішак · d2 білий король · f1 біла тура | 4 |
| 3 | d8 чорна тура · g5 чорний король · d3 білий пішак · d2 білий король · f1 біла тура | d8 чорна тура · g5 чорний король · d3 білий пішак · d2 білий король · f1 біла тура | d8 чорна тура · g5 чорний король · d3 білий пішак · d2 білий король · f1 біла тура | d8 чорна тура · g5 чорний король · d3 білий пішак · d2 білий король · f1 біла тура | d8 чорна тура · g5 чорний король · d3 білий пішак · d2 білий король · f1 біла тура | d8 чорна тура · g5 чорний король · d3 білий пішак · d2 білий король · f1 біла тура | d8 чорна тура · g5 чорний король · d3 білий пішак · d2 білий король · f1 біла тура | d8 чорна тура · g5 чорний король · d3 білий пішак · d2 білий король · f1 біла тура | 3 |
| 2 | d8 чорна тура · g5 чорний король · d3 білий пішак · d2 білий король · f1 біла тура | d8 чорна тура · g5 чорний король · d3 білий пішак · d2 білий король · f1 біла тура | d8 чорна тура · g5 чорний король · d3 білий пішак · d2 білий король · f1 біла тура | d8 чорна тура · g5 чорний король · d3 білий пішак · d2 білий король · f1 біла тура | d8 чорна тура · g5 чорний король · d3 білий пішак · d2 білий король · f1 біла тура | d8 чорна тура · g5 чорний король · d3 білий пішак · d2 білий король · f1 біла тура | d8 чорна тура · g5 чорний король · d3 білий пішак · d2 білий король · f1 біла тура | d8 чорна тура · g5 чорний король · d3 білий пішак · d2 білий король · f1 біла тура | 2 |
| 1 | d8 чорна тура · g5 чорний король · d3 білий пішак · d2 білий король · f1 біла тура | d8 чорна тура · g5 чорний король · d3 білий пішак · d2 білий король · f1 біла тура | d8 чорна тура · g5 чорний король · d3 білий пішак · d2 білий король · f1 біла тура | d8 чорна тура · g5 чорний король · d3 білий пішак · d2 білий король · f1 біла тура | d8 чорна тура · g5 чорний король · d3 білий пішак · d2 білий король · f1 біла тура | d8 чорна тура · g5 чорний король · d3 білий пішак · d2 білий король · f1 біла тура | d8 чорна тура · g5 чорний король · d3 білий пішак · d2 білий король · f1 біла тура | d8 чорна тура · g5 чорний король · d3 білий пішак · d2 білий король · f1 біла тура | 1 |
|   | a                                                                                  | b                                                                                  | c                                                                                  | d                                                                                  | e                                                                                  | f                                                                                  | g                                                                                  | h                                                                                  |   |

При пішаку на 3-й горизонталі атака з фронту буде ефективніша.
Згідно «правилу п'яти», чим менше пересунутий пішак, тим на більше число вертикалей повинен бути відрізаний від неї король противника, щоб пішак пройшов у ферзі.
На цій діаграмі сума тут рівна п'яти, король в абсолютно безпечному ряді. Отже чорні програти не повинні.
Наприклад:
1. Крс3 Тс8+
2. Крb4 Тd8
3. Kpc4 Tc8+
4. Kpb5 Td8
5. Td1 Kpf6
6. d4 Kpe7 (якщо 6.Крс6 Кре5)
7. Kpc6 Tc8+ з нічиєю

## Пішак на 2-й горизонталі (М. Філа, 1932)
|   | a                                                                                  | b                                                                                  | c                                                                                  | d                                                                                  | e                                                                                  | f                                                                                  | g                                                                                  | h                                                                                  |   |
| 8 | b8 чорна тура · g6 чорний король · b2 білий пішак · b1 білий король · f1 біла тура | b8 чорна тура · g6 чорний король · b2 білий пішак · b1 білий король · f1 біла тура | b8 чорна тура · g6 чорний король · b2 білий пішак · b1 білий король · f1 біла тура | b8 чорна тура · g6 чорний король · b2 білий пішак · b1 білий король · f1 біла тура | b8 чорна тура · g6 чорний король · b2 білий пішак · b1 білий король · f1 біла тура | b8 чорна тура · g6 чорний король · b2 білий пішак · b1 білий король · f1 біла тура | b8 чорна тура · g6 чорний король · b2 білий пішак · b1 білий король · f1 біла тура | b8 чорна тура · g6 чорний король · b2 білий пішак · b1 білий король · f1 біла тура | 8 |
| 7 | b8 чорна тура · g6 чорний король · b2 білий пішак · b1 білий король · f1 біла тура | b8 чорна тура · g6 чорний король · b2 білий пішак · b1 білий король · f1 біла тура | b8 чорна тура · g6 чорний король · b2 білий пішак · b1 білий король · f1 біла тура | b8 чорна тура · g6 чорний король · b2 білий пішак · b1 білий король · f1 біла тура | b8 чорна тура · g6 чорний король · b2 білий пішак · b1 білий король · f1 біла тура | b8 чорна тура · g6 чорний король · b2 білий пішак · b1 білий король · f1 біла тура | b8 чорна тура · g6 чорний король · b2 білий пішак · b1 білий король · f1 біла тура | b8 чорна тура · g6 чорний король · b2 білий пішак · b1 білий король · f1 біла тура | 7 |
| 6 | b8 чорна тура · g6 чорний король · b2 білий пішак · b1 білий король · f1 біла тура | b8 чорна тура · g6 чорний король · b2 білий пішак · b1 білий король · f1 біла тура | b8 чорна тура · g6 чорний король · b2 білий пішак · b1 білий король · f1 біла тура | b8 чорна тура · g6 чорний король · b2 білий пішак · b1 білий король · f1 біла тура | b8 чорна тура · g6 чорний король · b2 білий пішак · b1 білий король · f1 біла тура | b8 чорна тура · g6 чорний король · b2 білий пішак · b1 білий король · f1 біла тура | b8 чорна тура · g6 чорний король · b2 білий пішак · b1 білий король · f1 біла тура | b8 чорна тура · g6 чорний король · b2 білий пішак · b1 білий король · f1 біла тура | 6 |
| 5 | b8 чорна тура · g6 чорний король · b2 білий пішак · b1 білий король · f1 біла тура | b8 чорна тура · g6 чорний король · b2 білий пішак · b1 білий король · f1 біла тура | b8 чорна тура · g6 чорний король · b2 білий пішак · b1 білий король · f1 біла тура | b8 чорна тура · g6 чорний король · b2 білий пішак · b1 білий король · f1 біла тура | b8 чорна тура · g6 чорний король · b2 білий пішак · b1 білий король · f1 біла тура | b8 чорна тура · g6 чорний король · b2 білий пішак · b1 білий король · f1 біла тура | b8 чорна тура · g6 чорний король · b2 білий пішак · b1 білий король · f1 біла тура | b8 чорна тура · g6 чорний король · b2 білий пішак · b1 білий король · f1 біла тура | 5 |
| 4 | b8 чорна тура · g6 чорний король · b2 білий пішак · b1 білий король · f1 біла тура | b8 чорна тура · g6 чорний король · b2 білий пішак · b1 білий король · f1 біла тура | b8 чорна тура · g6 чорний король · b2 білий пішак · b1 білий король · f1 біла тура | b8 чорна тура · g6 чорний король · b2 білий пішак · b1 білий король · f1 біла тура | b8 чорна тура · g6 чорний король · b2 білий пішак · b1 білий король · f1 біла тура | b8 чорна тура · g6 чорний король · b2 білий пішак · b1 білий король · f1 біла тура | b8 чорна тура · g6 чорний король · b2 білий пішак · b1 білий король · f1 біла тура | b8 чорна тура · g6 чорний король · b2 білий пішак · b1 білий король · f1 біла тура | 4 |
| 3 | b8 чорна тура · g6 чорний король · b2 білий пішак · b1 білий король · f1 біла тура | b8 чорна тура · g6 чорний король · b2 білий пішак · b1 білий король · f1 біла тура | b8 чорна тура · g6 чорний король · b2 білий пішак · b1 білий король · f1 біла тура | b8 чорна тура · g6 чорний король · b2 білий пішак · b1 білий король · f1 біла тура | b8 чорна тура · g6 чорний король · b2 білий пішак · b1 білий король · f1 біла тура | b8 чорна тура · g6 чорний король · b2 білий пішак · b1 білий король · f1 біла тура | b8 чорна тура · g6 чорний король · b2 білий пішак · b1 білий король · f1 біла тура | b8 чорна тура · g6 чорний король · b2 білий пішак · b1 білий король · f1 біла тура | 3 |
| 2 | b8 чорна тура · g6 чорний король · b2 білий пішак · b1 білий король · f1 біла тура | b8 чорна тура · g6 чорний король · b2 білий пішак · b1 білий король · f1 біла тура | b8 чорна тура · g6 чорний король · b2 білий пішак · b1 білий король · f1 біла тура | b8 чорна тура · g6 чорний король · b2 білий пішак · b1 білий король · f1 біла тура | b8 чорна тура · g6 чорний король · b2 білий пішак · b1 білий король · f1 біла тура | b8 чорна тура · g6 чорний король · b2 білий пішак · b1 білий король · f1 біла тура | b8 чорна тура · g6 чорний король · b2 білий пішак · b1 білий король · f1 біла тура | b8 чорна тура · g6 чорний король · b2 білий пішак · b1 білий король · f1 біла тура | 2 |
| 1 | b8 чорна тура · g6 чорний король · b2 білий пішак · b1 білий король · f1 біла тура | b8 чорна тура · g6 чорний король · b2 білий пішак · b1 білий король · f1 біла тура | b8 чорна тура · g6 чорний король · b2 білий пішак · b1 білий король · f1 біла тура | b8 чорна тура · g6 чорний король · b2 білий пішак · b1 білий король · f1 біла тура | b8 чорна тура · g6 чорний король · b2 білий пішак · b1 білий король · f1 біла тура | b8 чорна тура · g6 чорний король · b2 білий пішак · b1 білий король · f1 біла тура | b8 чорна тура · g6 чорний король · b2 білий пішак · b1 білий король · f1 біла тура | b8 чорна тура · g6 чорний король · b2 білий пішак · b1 білий король · f1 біла тура | 1 |
|   | a                                                                                  | b                                                                                  | c                                                                                  | d                                                                                  | e                                                                                  | f                                                                                  | g                                                                                  | h                                                                                  |   |

Позиції з пішаком на 2-й горизонталі, рахуються найбільш тяжкими, як правило, сильніша сторона
досягає успіху, якщо відстань між пішаком і королем противника досягає не менше 2-х вертикалей.
1. Tf3 kpg5
2. Kpa2! (Помилка 2. b3 Kpg4 3. Td3 Kpf4 4. Kpc2 Kp e5 з нічиєю)
2… Ta8+ (Якщо 2…Kpg4 то 3. Tb3! Th8 4.Tb5 Ta8+ Kpb3 і т. д. з виграшем)
3. Ta3 Tb8
4. Ta6! (Дуже важливо, щоб король чорних був відрізаний від 7-ї горизонталі)
4.. Kpf5
5. Kpa3 Kpe5
6. b4 Kpd5
7. Kpa4 Kpc4
8. Tc6+ Kpd5
9. b5 з виграшем
Але чорні могли захищатися по іншому:
1… Тh8 2. Kpc2! (Якщо 2.b3 то Th2! і білим вже не виграти) 2… Tc8+ 3. Kpd3 Tb8 4. Kpc3 Tc8+ 5. Kpd4 Td8+ 6. Kpc5 Tc8+ 7. Kpd6 Tb8 8. b3! Kpg5 9. kpc5! Kpg4 10.Td3 Tc8+ 11.Kpb6 Tb8+ 12.Kpc7 Tb4 13.Kpc6 Tb8 14.Td4+ Kpf5 15.b4 Kpe5 16.Th4 з виграшем

## Пішак на крайній вертикалі (aабоh)
|   | a                                                                                  | b                                                                                  | c                                                                                  | d                                                                                  | e                                                                                  | f                                                                                  | g                                                                                  | h                                                                                  |   |
| 8 | a8 чорний король · h6 біла тура · a5 білий пішак · b5 білий король · a1 чорна тура | a8 чорний король · h6 біла тура · a5 білий пішак · b5 білий король · a1 чорна тура | a8 чорний король · h6 біла тура · a5 білий пішак · b5 білий король · a1 чорна тура | a8 чорний король · h6 біла тура · a5 білий пішак · b5 білий король · a1 чорна тура | a8 чорний король · h6 біла тура · a5 білий пішак · b5 білий король · a1 чорна тура | a8 чорний король · h6 біла тура · a5 білий пішак · b5 білий король · a1 чорна тура | a8 чорний король · h6 біла тура · a5 білий пішак · b5 білий король · a1 чорна тура | a8 чорний король · h6 біла тура · a5 білий пішак · b5 білий король · a1 чорна тура | 8 |
| 7 | a8 чорний король · h6 біла тура · a5 білий пішак · b5 білий король · a1 чорна тура | a8 чорний король · h6 біла тура · a5 білий пішак · b5 білий король · a1 чорна тура | a8 чорний король · h6 біла тура · a5 білий пішак · b5 білий король · a1 чорна тура | a8 чорний король · h6 біла тура · a5 білий пішак · b5 білий король · a1 чорна тура | a8 чорний король · h6 біла тура · a5 білий пішак · b5 білий король · a1 чорна тура | a8 чорний король · h6 біла тура · a5 білий пішак · b5 білий король · a1 чорна тура | a8 чорний король · h6 біла тура · a5 білий пішак · b5 білий король · a1 чорна тура | a8 чорний король · h6 біла тура · a5 білий пішак · b5 білий король · a1 чорна тура | 7 |
| 6 | a8 чорний король · h6 біла тура · a5 білий пішак · b5 білий король · a1 чорна тура | a8 чорний король · h6 біла тура · a5 білий пішак · b5 білий король · a1 чорна тура | a8 чорний король · h6 біла тура · a5 білий пішак · b5 білий король · a1 чорна тура | a8 чорний король · h6 біла тура · a5 білий пішак · b5 білий король · a1 чорна тура | a8 чорний король · h6 біла тура · a5 білий пішак · b5 білий король · a1 чорна тура | a8 чорний король · h6 біла тура · a5 білий пішак · b5 білий король · a1 чорна тура | a8 чорний король · h6 біла тура · a5 білий пішак · b5 білий король · a1 чорна тура | a8 чорний король · h6 біла тура · a5 білий пішак · b5 білий король · a1 чорна тура | 6 |
| 5 | a8 чорний король · h6 біла тура · a5 білий пішак · b5 білий король · a1 чорна тура | a8 чорний король · h6 біла тура · a5 білий пішак · b5 білий король · a1 чорна тура | a8 чорний король · h6 біла тура · a5 білий пішак · b5 білий король · a1 чорна тура | a8 чорний король · h6 біла тура · a5 білий пішак · b5 білий король · a1 чорна тура | a8 чорний король · h6 біла тура · a5 білий пішак · b5 білий король · a1 чорна тура | a8 чорний король · h6 біла тура · a5 білий пішак · b5 білий король · a1 чорна тура | a8 чорний король · h6 біла тура · a5 білий пішак · b5 білий король · a1 чорна тура | a8 чорний король · h6 біла тура · a5 білий пішак · b5 білий король · a1 чорна тура | 5 |
| 4 | a8 чорний король · h6 біла тура · a5 білий пішак · b5 білий король · a1 чорна тура | a8 чорний король · h6 біла тура · a5 білий пішак · b5 білий король · a1 чорна тура | a8 чорний король · h6 біла тура · a5 білий пішак · b5 білий король · a1 чорна тура | a8 чорний король · h6 біла тура · a5 білий пішак · b5 білий король · a1 чорна тура | a8 чорний король · h6 біла тура · a5 білий пішак · b5 білий король · a1 чорна тура | a8 чорний король · h6 біла тура · a5 білий пішак · b5 білий король · a1 чорна тура | a8 чорний король · h6 біла тура · a5 білий пішак · b5 білий король · a1 чорна тура | a8 чорний король · h6 біла тура · a5 білий пішак · b5 білий король · a1 чорна тура | 4 |
| 3 | a8 чорний король · h6 біла тура · a5 білий пішак · b5 білий король · a1 чорна тура | a8 чорний король · h6 біла тура · a5 білий пішак · b5 білий король · a1 чорна тура | a8 чорний король · h6 біла тура · a5 білий пішак · b5 білий король · a1 чорна тура | a8 чорний король · h6 біла тура · a5 білий пішак · b5 білий король · a1 чорна тура | a8 чорний король · h6 біла тура · a5 білий пішак · b5 білий король · a1 чорна тура | a8 чорний король · h6 біла тура · a5 білий пішак · b5 білий король · a1 чорна тура | a8 чорний король · h6 біла тура · a5 білий пішак · b5 білий король · a1 чорна тура | a8 чорний король · h6 біла тура · a5 білий пішак · b5 білий король · a1 чорна тура | 3 |
| 2 | a8 чорний король · h6 біла тура · a5 білий пішак · b5 білий король · a1 чорна тура | a8 чорний король · h6 біла тура · a5 білий пішак · b5 білий король · a1 чорна тура | a8 чорний король · h6 біла тура · a5 білий пішак · b5 білий король · a1 чорна тура | a8 чорний король · h6 біла тура · a5 білий пішак · b5 білий король · a1 чорна тура | a8 чорний король · h6 біла тура · a5 білий пішак · b5 білий король · a1 чорна тура | a8 чорний король · h6 біла тура · a5 білий пішак · b5 білий король · a1 чорна тура | a8 чорний король · h6 біла тура · a5 білий пішак · b5 білий король · a1 чорна тура | a8 чорний король · h6 біла тура · a5 білий пішак · b5 білий король · a1 чорна тура | 2 |
| 1 | a8 чорний король · h6 біла тура · a5 білий пішак · b5 білий король · a1 чорна тура | a8 чорний король · h6 біла тура · a5 білий пішак · b5 білий король · a1 чорна тура | a8 чорний король · h6 біла тура · a5 білий пішак · b5 білий король · a1 чорна тура | a8 чорний король · h6 біла тура · a5 білий пішак · b5 білий король · a1 чорна тура | a8 чорний король · h6 біла тура · a5 білий пішак · b5 білий король · a1 чорна тура | a8 чорний король · h6 біла тура · a5 білий пішак · b5 білий король · a1 чорна тура | a8 чорний король · h6 біла тура · a5 білий пішак · b5 білий король · a1 чорна тура | a8 чорний король · h6 біла тура · a5 білий пішак · b5 білий король · a1 чорна тура | 1 |
|   | a                                                                                  | b                                                                                  | c                                                                                  | d                                                                                  | e                                                                                  | f                                                                                  | g                                                                                  | h                                                                                  |   |

Крайній прохідний пішак рахується слабший за інших пішаків.
По-перше він може прикрити короля від шахів тільки з тилу;
По-друге пішак не захищає короля від шахів з флангу;
По-третє край шахової дошки зменшує рухомість короля при підтримці руху пішака.
Тому, коли пішак розташований на крайній вертикалі, нічийні можливості, як правило збільшуються.
Якщо, наприклад, король слабшої сторони знаходиться перед пішаком, то можна сказати, що ендшпіль закінчиться в нічию.
1. Kpa6 Tb1! захищаються від мату.
Можливо також
1… Kpb8
2. Th8+ Kpc7

Діаграма — П. Романовський, 1938
|   | a                                                                                  | b                                                                                  | c                                                                                  | d                                                                                  | e                                                                                  | f                                                                                  | g                                                                                  | h                                                                                  |   |
| 8 | a8 біла тура · a7 білий пішак · h7 чорна тура · b5 білий король · h2 чорний король | a8 біла тура · a7 білий пішак · h7 чорна тура · b5 білий король · h2 чорний король | a8 біла тура · a7 білий пішак · h7 чорна тура · b5 білий король · h2 чорний король | a8 біла тура · a7 білий пішак · h7 чорна тура · b5 білий король · h2 чорний король | a8 біла тура · a7 білий пішак · h7 чорна тура · b5 білий король · h2 чорний король | a8 біла тура · a7 білий пішак · h7 чорна тура · b5 білий король · h2 чорний король | a8 біла тура · a7 білий пішак · h7 чорна тура · b5 білий король · h2 чорний король | a8 біла тура · a7 білий пішак · h7 чорна тура · b5 білий король · h2 чорний король | 8 |
| 7 | a8 біла тура · a7 білий пішак · h7 чорна тура · b5 білий король · h2 чорний король | a8 біла тура · a7 білий пішак · h7 чорна тура · b5 білий король · h2 чорний король | a8 біла тура · a7 білий пішак · h7 чорна тура · b5 білий король · h2 чорний король | a8 біла тура · a7 білий пішак · h7 чорна тура · b5 білий король · h2 чорний король | a8 біла тура · a7 білий пішак · h7 чорна тура · b5 білий король · h2 чорний король | a8 біла тура · a7 білий пішак · h7 чорна тура · b5 білий король · h2 чорний король | a8 біла тура · a7 білий пішак · h7 чорна тура · b5 білий король · h2 чорний король | a8 біла тура · a7 білий пішак · h7 чорна тура · b5 білий король · h2 чорний король | 7 |
| 6 | a8 біла тура · a7 білий пішак · h7 чорна тура · b5 білий король · h2 чорний король | a8 біла тура · a7 білий пішак · h7 чорна тура · b5 білий король · h2 чорний король | a8 біла тура · a7 білий пішак · h7 чорна тура · b5 білий король · h2 чорний король | a8 біла тура · a7 білий пішак · h7 чорна тура · b5 білий король · h2 чорний король | a8 біла тура · a7 білий пішак · h7 чорна тура · b5 білий король · h2 чорний король | a8 біла тура · a7 білий пішак · h7 чорна тура · b5 білий король · h2 чорний король | a8 біла тура · a7 білий пішак · h7 чорна тура · b5 білий король · h2 чорний король | a8 біла тура · a7 білий пішак · h7 чорна тура · b5 білий король · h2 чорний король | 6 |
| 5 | a8 біла тура · a7 білий пішак · h7 чорна тура · b5 білий король · h2 чорний король | a8 біла тура · a7 білий пішак · h7 чорна тура · b5 білий король · h2 чорний король | a8 біла тура · a7 білий пішак · h7 чорна тура · b5 білий король · h2 чорний король | a8 біла тура · a7 білий пішак · h7 чорна тура · b5 білий король · h2 чорний король | a8 біла тура · a7 білий пішак · h7 чорна тура · b5 білий король · h2 чорний король | a8 біла тура · a7 білий пішак · h7 чорна тура · b5 білий король · h2 чорний король | a8 біла тура · a7 білий пішак · h7 чорна тура · b5 білий король · h2 чорний король | a8 біла тура · a7 білий пішак · h7 чорна тура · b5 білий король · h2 чорний король | 5 |
| 4 | a8 біла тура · a7 білий пішак · h7 чорна тура · b5 білий король · h2 чорний король | a8 біла тура · a7 білий пішак · h7 чорна тура · b5 білий король · h2 чорний король | a8 біла тура · a7 білий пішак · h7 чорна тура · b5 білий король · h2 чорний король | a8 біла тура · a7 білий пішак · h7 чорна тура · b5 білий король · h2 чорний король | a8 біла тура · a7 білий пішак · h7 чорна тура · b5 білий король · h2 чорний король | a8 біла тура · a7 білий пішак · h7 чорна тура · b5 білий король · h2 чорний король | a8 біла тура · a7 білий пішак · h7 чорна тура · b5 білий король · h2 чорний король | a8 біла тура · a7 білий пішак · h7 чорна тура · b5 білий король · h2 чорний король | 4 |
| 3 | a8 біла тура · a7 білий пішак · h7 чорна тура · b5 білий король · h2 чорний король | a8 біла тура · a7 білий пішак · h7 чорна тура · b5 білий король · h2 чорний король | a8 біла тура · a7 білий пішак · h7 чорна тура · b5 білий король · h2 чорний король | a8 біла тура · a7 білий пішак · h7 чорна тура · b5 білий король · h2 чорний король | a8 біла тура · a7 білий пішак · h7 чорна тура · b5 білий король · h2 чорний король | a8 біла тура · a7 білий пішак · h7 чорна тура · b5 білий король · h2 чорний король | a8 біла тура · a7 білий пішак · h7 чорна тура · b5 білий король · h2 чорний король | a8 біла тура · a7 білий пішак · h7 чорна тура · b5 білий король · h2 чорний король | 3 |
| 2 | a8 біла тура · a7 білий пішак · h7 чорна тура · b5 білий король · h2 чорний король | a8 біла тура · a7 білий пішак · h7 чорна тура · b5 білий король · h2 чорний король | a8 біла тура · a7 білий пішак · h7 чорна тура · b5 білий король · h2 чорний король | a8 біла тура · a7 білий пішак · h7 чорна тура · b5 білий король · h2 чорний король | a8 біла тура · a7 білий пішак · h7 чорна тура · b5 білий король · h2 чорний король | a8 біла тура · a7 білий пішак · h7 чорна тура · b5 білий король · h2 чорний король | a8 біла тура · a7 білий пішак · h7 чорна тура · b5 білий король · h2 чорний король | a8 біла тура · a7 білий пішак · h7 чорна тура · b5 білий король · h2 чорний король | 2 |
| 1 | a8 біла тура · a7 білий пішак · h7 чорна тура · b5 білий король · h2 чорний король | a8 біла тура · a7 білий пішак · h7 чорна тура · b5 білий король · h2 чорний король | a8 біла тура · a7 білий пішак · h7 чорна тура · b5 білий король · h2 чорний король | a8 біла тура · a7 білий пішак · h7 чорна тура · b5 білий король · h2 чорний король | a8 біла тура · a7 білий пішак · h7 чорна тура · b5 білий король · h2 чорний король | a8 біла тура · a7 білий пішак · h7 чорна тура · b5 білий король · h2 чорний король | a8 біла тура · a7 білий пішак · h7 чорна тура · b5 білий король · h2 чорний король | a8 біла тура · a7 білий пішак · h7 чорна тура · b5 білий король · h2 чорний король | 1 |
|   | a                                                                                  | b                                                                                  | c                                                                                  | d                                                                                  | e                                                                                  | f                                                                                  | g                                                                                  | h                                                                                  |   |

1. Kpb6 Th6+
2. Kpc5 Th7
3. kpd5 kph3
4. Kpe5 Kph4
5. Kpf5 Kph5
6. Tf8! T: a7
7. Th8+ з матом[1]